# Šrámkova Sobotka
Šrámkova Sobotka je festival českého jazyka, řeči a literatury konaný každoročně na počest významného soboteckého rodáka básníka Fráni Šrámka (1877–1952). Součástí festivalu jsou odborné přednášky, autorská čtení, divadelní představení, koncerty a v neposlední řadě také tvůrčí a didaktické dílny s předními českými umělci a odborníky.

## Současnost
Festival se koná v prvním prázdninovém týdnu, otevírá tak léto, ukončuje školní rok i divadelní sezónu. Každý ročník má stanoveno nosné téma, kterému se přizpůsobuje náplň festivalu.
Návštěvníky festivalu jsou především studenti humanitních a pedagogických oborů, ale také učitelé, zaměstnanci knihoven a další kulturní pracovníci. Festivalové publikum je velmi pestré, tvoří jej lidé všech generací. I díky k programové skladbě se lidé, kteří na festival jezdili jako studenti, často vracejí i s vlastními dětmi a partnery a zůstávají věrní i po ukončení aktivní kariéry. Učitelé se rovněž mohou zúčastnit festivalu prostřednictvím základny EXOD, projektu školských odborů. Festivalových dílen se každoročně zúčastní více než sto účastníků. Celý týden na festivalu prožije na dvě stě lidí, mnozí však přijíždějí jen na pár dní, což přispívá k pestrosti festivalového publika, počty účastníků samozřejmě v rámci jednotlivých pořadů navyšují také samotní obyvatelé Sobotky.
Základní kostra programového schématu festivalu zůstává víceméně neměnná. První kulturní akce (koncert nebo divadelní představení) proběhne v sobotu večer. Nedělní dopoledne je vyplněno slavnostním zahájením festivalu, po obědě následuje poetické odpoledne, komponovaný pořad spojený s procházkou po městě, který je následován koncertem v kostele. Večerní kulturní akcí (od neděle do čtvrtka) bývá divadelní představení, literární pořad, koncert nebo filmová projekce. Během pracovního týdne pak začíná den odbornou přednáškou. Odpolední blok tvoří dvě souběžné programové linie, první vyplňují besedy nebo poslechové pořady, druhou autorská nebo scénická čtení. Pozdní večery pak zpestřují nokturna s obdobným žánrovým rozsahem jako mají pořady večerní.
Souběžně probíhají vzdělávací a tvůrčí dílny, jejichž výstupy účastníci mohou prezentovat v pátek večer a v sobotu dopoledne na tzv. jarmarku dílen. V dřívějších dobách byly dílny věnovány výhradně uměleckému přednesu a byly určeny pouze studentům pedagogických a filozofických fakult (do 80. let byly koncipovány včetně soutěžní přehlídky), s měnící se dobou a vývojem zájmů účastníků byla nabídka dílen postupně rozšířena: kromě recitací a hlasové pedagogiky se objevují tvůrčí dílny věnované překladu z němčiny a z angličtiny, tvůrčímu psaní, rozhlasovému dokumentu, divadelní a literární kritice, divadelní tvorbě (mezi lektory se v posledních letech objevili např. Tomáš Dimter, Marek Šindelka, Jonáš Hájek či Olga Walló). Od roku 2000 jsou součástí festivalu i dětské dílny, v nich se tvůrčí práci s dětmi věnují zkušení pedagogové dramatické výchovy, takže se dílen pro dospělé mohou zúčastnit i ti, kteří přijedou s vlastními ratolestmi. Celý festival se snaží vycházet vstříc i mladým rodinám, děti se mohou každoročně těšit na divadelní představení nebo autorská čtení určená právě mladším ročníkům. Dílnu EXODu vede rozhlasová režisérka a dlouholetá návštěvnice festivalu Hana Kofránková, populární je také odpolední sbor vedený Jiřím Šlupkou Svěrákem.

### Přidružené akce
Spolu se Šrámkovou Sobotkou probíhá několik akcí, které, ač nezávislé, jsou významné pro spoluvytváření atmosféry festivalového města. Během celého týdne vychází tištěný deník Raport!, který informuje o aktuálním festivalovém dění a případně publikuje výstupy literárních tvůrčích dílen. Po dobu festivalu probíhá také obvykle několik výstav, v městské knihovně, na Šolcově statku, na Humprechtě, v prostorech zdravotního střediska, ve foyeru spořitelny, v atriu základní školy nebo jinde ve městě.
Pohybové aktivity jsou zastoupeny půldenním výletem po okolí, který pořádá EXOD, obvykle ve středu. A od roku 2016 se koná běžecký závod Šrámkova jedenáctka, který nahradil dříve pořádaný běh k nyní již neexistující Semtinské lípě. Během posledního festivalového dopoledne zaplní sobotecké náměstí Třešňový jarmark.

### Financování festivalu
Festival pořádá město Sobotka prostřednictvím Městského kulturního střediska. Skladba peněžních zdrojů je proměnlivá a nejistá, festival finančně podporují především město Sobotka, Královéhradecký kraj a Ministerstvo kultury ČR.

## Historie
Počátky festivalu jsou spjaty jednak s předválečnými letními divadelními slavnostmi v Sobotce, jichž se Šrámek účastnil jako autor, a jednak s letní přehlídkou amatérských divadelních souborů pořádanou místním patriotem MUDr. Aloisem Kafkou v létě 1947. U příležitosti Šrámkových nedožitých 80. narozenin byl uspořádán první ročník festivalu v létě 1957. Na jeho uskutečnění se podíleli především Milka Hrdličková-Šrámková (Šrámkova družka), Marie a Václav Hejnovi (učitelé a správci archívu Fráni Šrámka), Drahomíra Bílková-Kyzivátová (předsedkyně MNV) a již zmiňovaný Alois Kafka, od konce roku 1987 do roku 1997 utvářel ideově především Jaroslav Šimůnek, po něm Jan Bílek a další. Po letech změn, diskusí a ideových sporů došlo roku 2015 k ustanovení města Sobotka tím, kdo festival pořádá, a to prostřednictvím Městského kulturního střediska (MKS). Zároveň s festivalem vznikla i sobotecká odnož základny EXOD pro učitele.
Od roku 1993 probíhala souběžně s festivalem zhruba po dobu 15 let také akce Knihovnický týden, která přiváděla do města zejména knihovnice a obecně členy SKIPu.
Po několik ročníků v neděli na počátku festivalového týdne probíhal jednodenní BarCamp, interaktivní konference určená především učitelům a pracovníkům ve školství, projekt zastřešovaný a organizovaný Josefem Šlerkou, věcná náplň se obvykle dotýkala pedagogiky a často reflektovala téma festivalu.

### Témata jednotlivých ročníků festivalu
Posláním festivalu je napomáhat zájmu veřejnosti o mateřštinu, kulturu mluveného slova a literaturu. Nalézáním souvztažnosti mezi historií a současným vývojem oboru jsou objevovány nové možnosti, jak nazírat poezii, literaturu a slovesnou kulturu, ale také didaktiku češtiny. A v neposlední řadě festival pečuje o rozvoj kultury města a regionu. Aby byla zachována rozmanitost jednotlivých ročníků, je zmíněná problematika každoročně pojímána prizmatem ročníkového tématu. Soupis vždy zahrnuje rok konání, pořadové číslo ročníku římskými číslicemi a téma, případně podtitul. Podtitul je uveden ve formátu, ve kterém byl použit v tiskovinách příslušného ročníku, tj. v závorce nebo jako druhá věta.
- 2025 LXIX. Na cestě
- 2024 LXVIII. Ve stínu
- 2023 LXVII. Poslyš, jak zní. Mluvená řeč, hlas a rozhlas
- 2022 LXVI. Genius loci
- 2021 LXV. Od folkloru k folkloru
- 2020 LXIV. Od folkloru k folkloru [pozn. 1]
- 2019 LXIII. Na scénu!
- 2018 LXII. Čas v nás
- 2017 LXI. Kritika. Výpověď umění?
- 2016 LX. Lyrika dnes
- 2015 LIX. Staří mistři. Kouzlo literárního řemesla
- 2014 LVIII. Norma. Posouvání hranic
- 2013 LVII. XMÍCHU. Humor v jazyce a literatuře
- 2012 LVI. Já píši Vám… :) Od dopisu k emailu
- 2011 LV. Bylo nebylo, je není (Mýtus v literatuře)
- 2010 LIV. Máchovské variace
- 2009 LIII. Šrámkova Sobotka online (Jazyk, literatura, škola a nová média)
- 2008 LII. Mají si co číst? (Literatura pro děti a její čtenáři)
- 2007 LI. Léto s tělem (Šrámek v souvislostech)
- 2006 L. Znějící řeč (Kultura mluveného projevu)
- 2005 XLIX. Kolik příležitostí má jazyk (Šest procházek lingvistickými lesy)
- 2004 XLVIII. Kde domov jejich? (Česko – literární křižovatka Evropy)
- 2003 XLVII. Hledání ztraceného smyslu (Proměny české literární teorie 20. století)
- 2002 XLVI. Žena dělá slovo, slovo dělá ženu
- 2001 XLV. Krajina textu
- 2000 XLIV. Slovo a paměť
- 1999 XLIII. Hudebnost jazyka
- 1998 XLII. Mateřština a historie
- 1997 XLI. A přece Šrámek!
- 1996 XL. Mateřština a doba
- 1995 XXXIX. Mateřština a věda
- 1994 XXXVIII. Živé dědictví
- 1993 XXXVII. Chrám i tvrz
- 1992 XXXVI. Brána jazyků
- 1991 XXXV. Venkov a literatura
- 1990 XXXIV. Marsyas aneb Z okraje literatury
- 1989 XXXIII. Mateřština úsměvná
- 1988 XXXII. Česká píseň
- 1987 XXXI. Na levém křídle budu stát
- 1986 XXX. České umění překladu
- 1985 XXIX. Mládí – radost – mír
- 1984 XXVIII. Země zpívá
- 1983 XXVII. Česká jevištní řeč
- 1982 XXVI. Aby škola byla plná poezie
- 1981 XXV. Revoluce a poezie
- 1980 XXIV. Poslání učitele
- 1979 XXIII. Čeština dneška
- 1978 XXII. Básníci a písničkáři
- 1977 XXI. V modré dálce rudý květ
- 1976 XX. Literární minulost a současnost
- 1975 XIX. V nový svět
- 1974 XVIII. Chvála jazyka
- 1973 XVII. Děti a poezie
- 1972 XVI. Mládí zpívá
- 1971 XV. Síla slova
- 1970 XIV. Odkaz národu
- 1969 XIII. Věrni sobě
- 1968 XII. Schola ludus – Škola na jevišti
- 1967 XI. Ať zním!
- 1966 X. A přece klasikové
- 1965 IX. Umění řečnit
- 1964 VIII. Tvoříme, vymýšlíme, experimentujeme
- 1963 VII. Za kulturu české řeči
- 1962 VI. Za živou literární výchovu
- 1961 V. Škola uměleckého přednesu
- 1960 IV. téma nebylo určeno
- 1959 III. Fráňa Šrámek a dělnická píseň
- 1958 II. Fráňa Šrámek v hudbě
- 1957 I. Šrámkova lyrická Sobotka

### Periodika Šrámkovy Sobotky
Celou dobu existence festivalu provází snaha o vydávání tiskoviny, která by informovala o festivalovém dění. Roku 1964 proto vznikl časopis Zpravodaj Šrámkovy Sobotky. V průběhu 70. let se ale postupně změnil v regionální informační, kulturně-historický a rodácký časopis, kterým je dosud a festival se stal pouze jedním z mnoha témat, o kterých informuje. Jeho původní záměr se pokusila vzkřísit skupina nadšenců v roce 1998 a o rok později byl při Šrámkově Sobotce založen několika studenty časopis Splav!, jehož redaktoři se od té doby aktivně podílejí na tvorbě festivalu. V roce 2016, u příležitosti osmnáctých narozenin časopisu, se redakce rozhodla po dohodě se základajícími členy Splav!u přejmenovat na Raport!, aby tak upozornila mj. na proměnu vlastní poetiky a směřování časopisu. Časopis vydává Spolek Splav! , který je také vydavatelem Plavu, měsíčníku pro světovou literaturu, nejedná se tedy o oficiální festivalový zpravodaj.

### Literární soutěž Šrámkovy Sobotky
Do roku 2009 byla s festivalem spjata také literární soutěž. Byla organizována ve třech kategoriích (poezie pro autory do 35 let, próza pro autory do 35 let, vlastivědné práce o regionu Českého ráje a Jičínska). Mezi úspěšnými autory lze najít některé v současné době oceňované prozaiky nebo básníky (Kateřina Rudčenková, Jan Riedelbauch, Michal Bystrov).